# Dactylochelifer redikorzevi
Dactylochelifer redikorzevi är en spindeldjursart som först beskrevs av Beier 1929.  Dactylochelifer redikorzevi ingår i släktet Dactylochelifer och familjen tvåögonklokrypare. Inga underarter finns listade i Catalogue of Life.